# Maksymilian Wilczek
Maksymilian Wilczek (ur. 13 czerwca 2004) – polski koszykarz, występujący na pozycjach rzucającego obrońcy, niskiego lub silnego skrzydłowego, od 2024 zawodnik Legi Warszawa.
16 czerwca 2023 dołączył do Suzuki Arki Gdynia. 21 czerwca 2024 dołączył do Legia Warszawa.
Jego ojciec Tomasz Wilczek był koszykarzem. Jest nim także jego starszy brat Dominik.

## Osiągnięcia
Stan na 2 maja 2024, na podstawie.

### Drużynowe
Seniorska
Mistrz Polski 2024/25 Legia Warszawa
Młodzieżowe
- Wice Mistrz Polski juniorów starszych (2023)
- Wice Mistrz Polski juniorów (2021)[6]
- Wicemistrz Polski kadetów 2020
- Wicemistrz Polski kadetów (2018)[7]
- Brązowy medalista mistrzostw Polski:
  - juniorów starszych (2021)[8]
  - juniorów (2019)[9]

### Indywidualne
Seniorskie
- Najlepszy zawodnik U23 Suzuki 1 Ligi (2023)[10]

Młodzeżowe
- MVP Dolnośląskiej Koszykówki Młodzieżowej (2021)[11]
- Zaliczony do I składu mistrzostw Polski:
  - juniorów starszych (2021)[8]
  - juniorów (2021)[6]
  - kadetów (2020)
- Lider punktowy mistrzostw Polski juniorów (2021)[8]

### Reprezentacja
- Mistrz Europy U–16 dywizji B (2019)
- Uczestnik:
  - mistrzostw Europy:
  - U-20 (2024 - 8. miejsce)
    - U–20 (2023 – 15. miejsce)
    - U–18 (2022 – 9. miejsce)

  - turnieju U–18 Euro Challengers (2021)